# هالتون هیلز
هالتون هیلز (به انگلیسی: Halton Hills) یک منطقهٔ مسکونی در کانادا است که در شهرستان هالتن واقع شده‌است. هالتون هیلز ۳۹٫۵۲ کیلومتر مربع مساحت و ۶۱٬۱۶۱ نفر جمعیت دارد.